# Последняя двойка
«Последняя двойка» — советский фильм режиссёра Бориса Нащёкина. Снят на Киностудии имени Максима Горького в 1978 году по сценарию И. Витина.

## Сюжет
Шестиклассник Миша Андреев потерял интерес к учёбе и рискует остаться на второй год. Случайно Миша знакомится с учёными… и неожиданно для всех становится отличником…

## В ролях
- Александр Ивахин — Миша
- Евгений Герасимов — Николай
- Людмила Иванова — Валентина Михайловна
- Анатолий Грачёв — Павел Петрович
- Владимир Анисько — Леван
- Губкина, Таня — Лиля
- Жукова, Люся — Катя
- Томин, Илья — Пенкин
- Алексей Золотницкий ― учитель географии
- Борис Шувалов ― эпизод
- Алексей Мокроусов ― эпизод (в титрах не указан)

## Съёмочная группа
- Сценарист: И. Витин
- Режиссёр: Борис Нащёкин
- Оператор: Андрей Кириллов
- Композитор: Лариса Критская
- Художник: Игорь Бахметьев